# Stéphane Lauer
Pour les articles homonymes, voir Lauer.
Stéphane Lauer, né à Limoges le 28 octobre 1966, est un journaliste français de presse écrite.

## Biographie
Diplômé de l'Institut d'études politiques de Toulouse (promotion 1988) et du Centre universitaire d'enseignement du journalisme de Strasbourg en 1992, il a participé à la création de la radio BFM de 1992 à 1994.
Il travaille au quotidien français Le Monde depuis juin 1994 où il a dirigé le service économique de 2008 à 2011. Poste dont il a démissionné à la suite de l'arrivée d'une nouvelle direction de la rédaction. Il crée ensuite la chronique quotidienne, « Pertes & Profits », qui commente et décrypte l'actualité et la stratégie des grandes entreprises du mardi au samedi. Après avoir été correspondant du Monde à New York de 2013 à 2017, il est désormais éditorialiste du quotidien.

## Publications
- Stéphane Lauer, Renault : Une révolution française, Paris, Éditions Jean-Claude Lattès, 2005, 314 p., 23 cm (ISBN 2-7096-2695-0, OCLC 419718313, BNF 39952060, SUDOC 086818317, présentation en ligne).
- David Carr (1956-2015) (trad. Alexis Vincent, préf. Stéphane Lauer), La nuit du revolver : un reporter enquête sur le sujet le plus sombre: sa propre vie [« The night of the gun : a reporter investigates the darkest story of his life-his own »], Paris, Éditions Séguier, coll. « Points », 2017, 547 p., 19 cm (ISBN 2-84049-719-0 et 978-2-8404-9719-6, OCLC 990151195, BNF 45339267, SUDOC 203987195, présentation en ligne).